# Nagrody Naukowe Tygodnika „Polityka”
Nagrody Naukowe „Polityki (dawniej: Stypendia Fundacji Tygodnika „Polityka”) – stypendia dla młodych naukowców przyznawane przez „Politykę” w ramach akcji „Zostańcie z nami” przez Fundację Tygodnika „Polityka”. Akcja tygodnika rozpoczęła się raportem „Desperados czyli z życia młodego naukowca”, opublikowanym w nr 10 tygodnika z 2001 roku, po którym nastąpiła seria artykułów opisujących niepokojąco trudną sytuację młodych i zdolnych polskich naukowców. Stypendia przyznawane są od 2001 roku. Od 2011 roku stypendia noszą nazwę Nagród Naukowych i wprowadzone jest rozróżnienie na laureatów i finalistów stypendium. W latach 2001–2005 fundacja zebrała fundusze na 104 stypendia po 25 000 zł, przekazując w sumie młodym polskim naukowcom 2 600 000 zł.
Wykłady inauguracyjne wygłaszali m.in. Barbara Kudrycka, Michał Kleiber, Barbara Skarga, Piotr Sztompka, Zygmunt Bauman, Anthony Giddens, Tomasz Szlendak, Dariusz Jemielniak.

## Skład jury „Zostańcie z nami!”
Wnioski ocenia jury – w osobach profesorów legitymujących się wybitnym dorobkiem w dziedzinach, w których prowadzą lub zamierzają rozpocząć prowadzenie prac badawczych osoby wnioskujące o przyznanie stypendium. Skład jury ulega niewielkim zmianom z roku na rok. W 2008 roku miało następujący skład:
Alina Brodzka-Wald – literaturoznawstwo, Ewa Bartnik – biologia, Katarzyna Chałasińska-Macukow – fizyka, Maria Skoczek – geografia, Dorota Szwarcman – muzykologia, Barbara Markiewicz – filozofia, Henryk Domański  – socjologia, Adam Frączek – psychologia i pedagogika, Bogumił Jeziorski – chemia, Michał Kleiber – nauki techniczne, Janusz Kramarek – sztuki piękne, archeologia, Jan Madey – matematyka, informatyka, Zdzisław Pietrasik – filmoznawstwo, sztuki piękne, Aleksander Sieroń – medycyna, Tomasz Szapiro – ekonomia zarządzanie, Adam Szostkiewicz – teologia, religioznawstwo, Wiesław Władyka – historia, nauki polityczne, medioznawstwo, Tomasz Giaro – nauki prawne.

## Rozkład stypendiów na dziedziny (2001-2009)
| Liczba przyznanych stypendiów | Dziedzina |
| 17                            | medycyna |
| 14                            | chemia |
| 12                            | ekonomia |
| 11                            | fizyka, socjologia, literaturoznawstwo/polonistyka |
| 9                             | prawo, matematyka, historia, filozofia, biologia |
| 7                             | historia sztuki, geografia |
| 6                             | psychologia |
| 4                             | archeologia |
| 3                             | informatyka, filologia, biochemia, architektura |
| 2                             | zarządzanie, technika |
| 1                             | tomografia optyczna, politologia, pedagogika, nanoelektronika, muzykologia, medioznawstwo, logika, inżynieria biomedyczna, germanistyka, filmoznawstwo, etnologia, elektronika, biotechnologia, biomechanika, bioinformatyka, antropologia historyczna, akustyka |